# Skiihpajavri
Skiihpajavri är en sjö i Finland. Den ligger i kommunen Utsjoki i landskapet Lappland, i den norra delen av landet, 1 100 km norr om huvudstaden Helsingfors. Skiihpajavri ligger 186,2 meter över havet. Arean är 46 hektar och strandlinjen är 7,16 kilometer lång. Sjön  ingår i Tana älvs huvudavrinningsområde.   Omgivningarna runt Skiihpajavri är i huvudsak ett öppet busklandskap.